# Communauté d’agglomération de la Vallée de la Marne
Die Communauté d’agglomération de la Vallée de la Marne ist ein ehemaliger französischer Gemeindeverband mit der Rechtsform einer Communauté d’agglomération im Département Val-de-Marne in der Region Île-de-France. Sie wurde am 28. Dezember 1999 gegründet und umfasste die beiden westlich von Paris gelegenen Vorortgemeinden 
- Nogent-sur-Marne und
- Le Perreux-sur-Marne.

Der Verwaltungssitz befand sich in Le Perreux-sur-Marne.
Mit Wirkung vom 1. Januar 2016 wurde der Gemeindeverband in die neu gegründete Métropole du Grand Paris integriert.